# ブラム・ムールナー
ブラム・ムールナー（オランダ語: Bram Moolenaar、1961年 - 2023年8月3日）は、オランダ・リッセ出身のプログラマー。プログラマーやPC機器のパワーユーザー内で人気の高い、『vi』の派生型高機能テキストエディタ『Vim』の開発責任者、兼BDFLとして知られる。2006年7月から2021年9月まで、ムールナーはグーグルと雇用契約を結んでおり、チューリッヒ支部で働いていた。

## 来歴

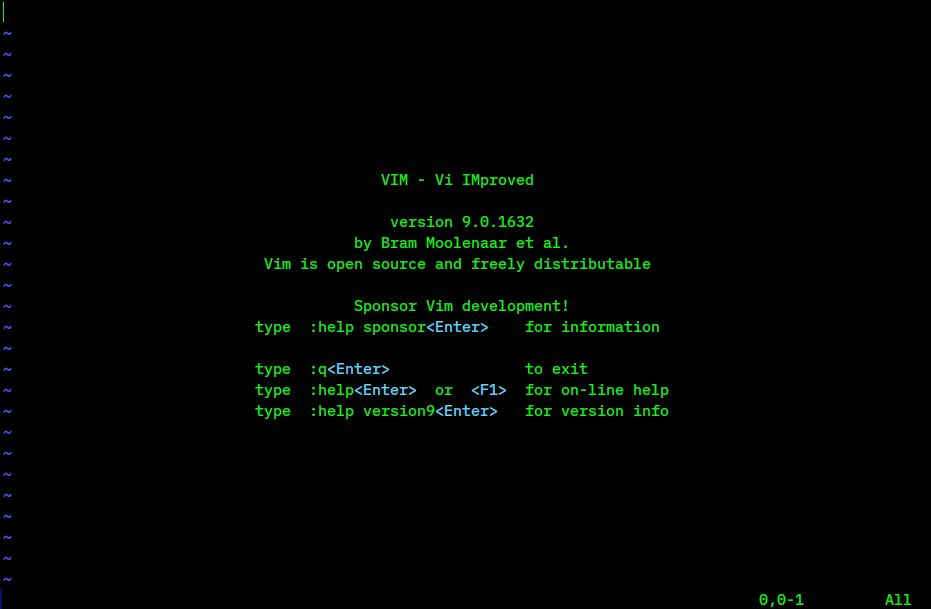
Vimの立ち上げスクリーン

ムールナーは、オランダ国際子ども支援基金 (ICCF) に参加しており、ウガンダの孤児への支援を人々に呼び掛けている。Vimを通じて、Carewareと呼ばれる慈善活動ソフトウェアの開発にも携わった。このソフトウェア自体は無料で提供されているが、ソフトウェア内で使用者のプログラマーに自身の選択で寄付を募るような仕組みになっており、現在ではこの仕組みに影響を受けた同形態のソフトウェアが数多存在する。Vimでもこの形態は採用されており、立ち上げ時の "splash" スクリーンはソフトの使用者がICCFの活動をサポートしやすくなるよう配慮されている。
ムールナーはオランダのUnix使用者のコミュニティNLUUGのメンバーでもあり、25周年記念にはVimの開発とオープンソースソフトウェア界での実績が評価され、表彰もされている。
2023年8月5日、同月3日に亡くなったことが家族によって発表された。

## Vim
Vimエディターは1988年に「Vi IMitation」という名でAmiga用に開発が始まり、その後1991年に一般公開された後、1992年にUnixへポートされ「Vi IMproved」に名称が変更された。その後、その他多くのプラットフォームにもポートされている。今となってはVimはプログラマーやシステム管理者間で人気の高いプログラムであるが、当初はオリジナルであるviの品質を保持できているのかという懸念の声もあった。しかし1992年のUnixでの公開後は完全にオリジナルに比肩し、いくつもの賞を受賞しているほか、最も人気のあるテキストエディタの1つという名声も得ている。

## その他のソフトウェア
ムールナーはVim以外のソフトウェアの開発も行っており、例えばmakeに類似したソフトでありPythonでコーディングされたソフトウェア開発ソフト「A-A-P」などがそれにあたる。ソフトウェア以外にもスクリプト言語Zimbuも開発しており、これは可読性に重きを置いた言語である。このように数々の功績はあるものの、コンピューターサイエンスの分野の中では、Vimエディターの開発がムールナーの業績の中では最も顕著である。